# 沙普爾·巴赫蒂亞爾
沙普尔·巴赫蒂亚尔（Shapour Bakhtiar、Shapur Bakhtiar Shapour Bakhtiarⓘ；波斯语：شاپور بختیار Shāpoūr Bakhtīār；1914年6月26日—1991年8月6日）伊朗政治学者和作家，巴列维王朝最后一任首相.

## 生平
沙普尔·巴赫蒂亚尔1914年6月26日出生于伊朗西南部的一个部落贵族家庭，他的外祖父萨阿德·达乌拉曾在1912年和1918年两次担任首相。巴赫蒂亚尔7岁时母亲去世，父亲则在1934年被礼萨·巴列维国王下令处死，当时他还在巴黎读书。
他参加过西班牙内战，二战时期作为自愿者加入法国陆军。1945年他获得政治学的博士学位，又获得索邦大学的法律和哲学学位。
1946年巴赫蒂亚尔回到伊朗，1951年他被任命为劳工部长，穆罕默德·摩萨台上台后他在1953年被任命为劳工副大臣，礼萨·巴列维国王在英美帮助下恢复权利后，他成为反对派。此后他加入民族阵线。
1979年伊朗国内动荡不安，1979年1月4日，巴列维国王提名巴赫蒂亚尔为新首相兼内政大臣，民族阵线因其与国王妥协而将他开除。伊朗局势持续恶化，国防大臣费雷敦·贾姆将军拒绝参加政府，不久又成立以巴赫蒂亚尔为首的摄政委员会。巴列维国王流亡国外后，巴赫蒂亚尔无力掌控局势，2月12日军队总参谋长卡里姆·阿巴斯·加拉巴吉宣布军方支持迈赫迪·巴扎尔甘的临时政府，巴扎尔甘正式接管伊朗政府，13日，巴赫蒂亚尔与前国防大臣沙法加特将军和陆军航空兵首脑霍斯达特将军一起被捕被受到审判。4月被释放后巴赫蒂亚尔前往法国流亡，并组建伊朗全国抵抗运动组织反对霍梅尼。

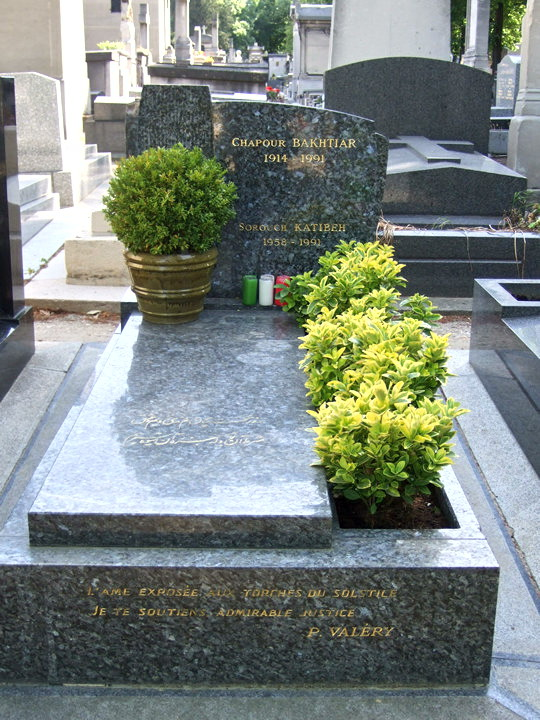
巴赫蒂亚尔在法国的墓地.

1991年8月6日，巴赫蒂亚尔和他的秘书被三个刺客在巴黎郊区的叙雷讷家中杀害。两名刺客逃回伊朗，一名在瑞士被捕。其遗体葬在蒙帕纳斯公墓。

## 著作
巴赫蒂亚尔著有法语著作《Ma Fidélité》和波斯文《37年后的37天》("Radio Iran" Publications, Paris, 1982)，记载他一生的传记和政治生涯。

## 发表的作品
- Habib Lajevardi, editor, Memoirs of Shapour Bakhtiar, in 波斯语 (哈佛大学出版社, 1996). ISBN 0-932885-14-4

| 官衔                        | 官衔                       | 官衔                       |
| --------------------------- | -------------------------- | -------------------------- |
| 前任： 戈拉姆·礼萨·爱资哈里 | 伊朗首相 1979              | 繼任： 迈赫迪·巴扎尔甘     |
| 政党职务                    |                            |                            |
| 前任： -                    | 全国抵抗运动领袖 1979–1991 | 繼任： 古达尔兹·巴赫蒂亞爾 |